# 天若有情 (2005年电视剧)
天若有情，别名《偷心》是一部由杨佩佩制作的电视剧，由大陆演员董洁、韩国小生车仁表以及台湾实力偶像派演员陈孝萱、六月、黄志玮两岸三地众多演员领衔主演。因收视一路飙红，故亦拍摄《天若有情Ⅱ》。

## 故事大纲
季冬阳一直是个寂寞的人----本来一个成功 的男人是不应该寂寞的，他之所以寂寞是因为内心潜藏了一个秘密。讽刺的是，这个秘密让他成功 也让他背负了愧 疚。如果他能够遗忘或是少一点良心，也许 他就不那么自责，日子也就好过一点了，但他偏不是，于是注定成为一个成功 而寂寞的男人。18年前，他在不知情的状况下为好友保存了一笔钜款，东窗事发后，他才知道那是一笔从银行抱来的钱，好友以死脱罪，临终前托孤，瞩他代为抚养幼女。他辗转追寻，十年后才找到被外婆带走的小女孩。从那之后，展颜进入了他的生命。他们成为 一对奇怪的组合，一个黄金单身汉，身边带着一个神秘的女孩，不是父女，却比父女更亲密，在亲密中又有一丝吊诡，因为他对她的包容已超越了宠溺的程度……
以安的出现，像个冒失闯入暗房的人，门开了，阳光进来了，展颜开始意识到暗房之外的世界。以安用尽心思去研究展颜的背景，努力去接近她，看在纬凡的眼中却另有一翻解释，也造成了他和纬凡之间关系的紧张。纬凡学的是心理，一方面排斥展颜，另一方面又对这个案充满了吸引力，很想探索展颜的潜意识，就在这种矛盾的情结下，她与展颜成了朋友，同时也进入了冬阳的公司。王琪与丈夫周大山维持有名无实的婚姻，实际上她与冬阳的关系却是人尽皆知，没有人敢挑战她的位置，直到展颜的出现，改变了这一切…

## 演员表
- 董　洁 饰展　颜
- 车仁表 饰 季东阳
- 陈孝萱 饰王　琪
- 黄志玮 饰方以安
- 六　月 饰李纬凡
- 施　羽 饰周大山
- 张瑞珈 饰刘子娟
- 郑毓芝 饰周妈妈
- 卫　莱 饰方以珠
- 聂雅亮 饰方爸爸
- 唐　群 饰方妈妈
- 陈莎莉 饰外　婆（特别客串）
- 李俊锋 饰李　乐
- 立　秋 饰周　嫂
- 周　浩 饰展　平
- 马　艳 饰小　红
- 魏志英 饰秘　书
- 郁坤明 饰阿　忠

## 音乐
| 曲别   | 歌名             | 演唱者         | 作词   | 作曲   | 编曲           |
| 片头曲 | 祝你幸福         | 汤奕蓉         | 稻草人 | 赵成振 | 吕绍淳         |
| 插 曲  | 红绿灯           | 汤奕蓉         | 稻草人 | 稻草人 | 吕绍淳         |
| 插 曲  | I Still Love You | 江彬           | 稻草人 | 稻草人 | 罗坚           |
| 插 曲  | 刺猬             | 钟汶           | 稻草人 | 钟汶   | 辛伟力、金培达 |
| 插 曲  | 赔偿             | 钟汶           | 稻草人 | 稻草人 | 辛伟力、金培达 |
| 插 曲  | 火柴的愿望       | 钟汶           | 稻草人 | 稻草人 | 吴庆隆         |
| 插 曲  | 青红皂白         | 钟汶           | 稻草人 | 稻草人 | 吴庆隆         |
| 片尾曲 | 你就是我要的幸福 | 汤奕蓉、黄志玮 | 稻草人 | 罗圆柱 | 吕绍淳         |